# سلاف مسلمون

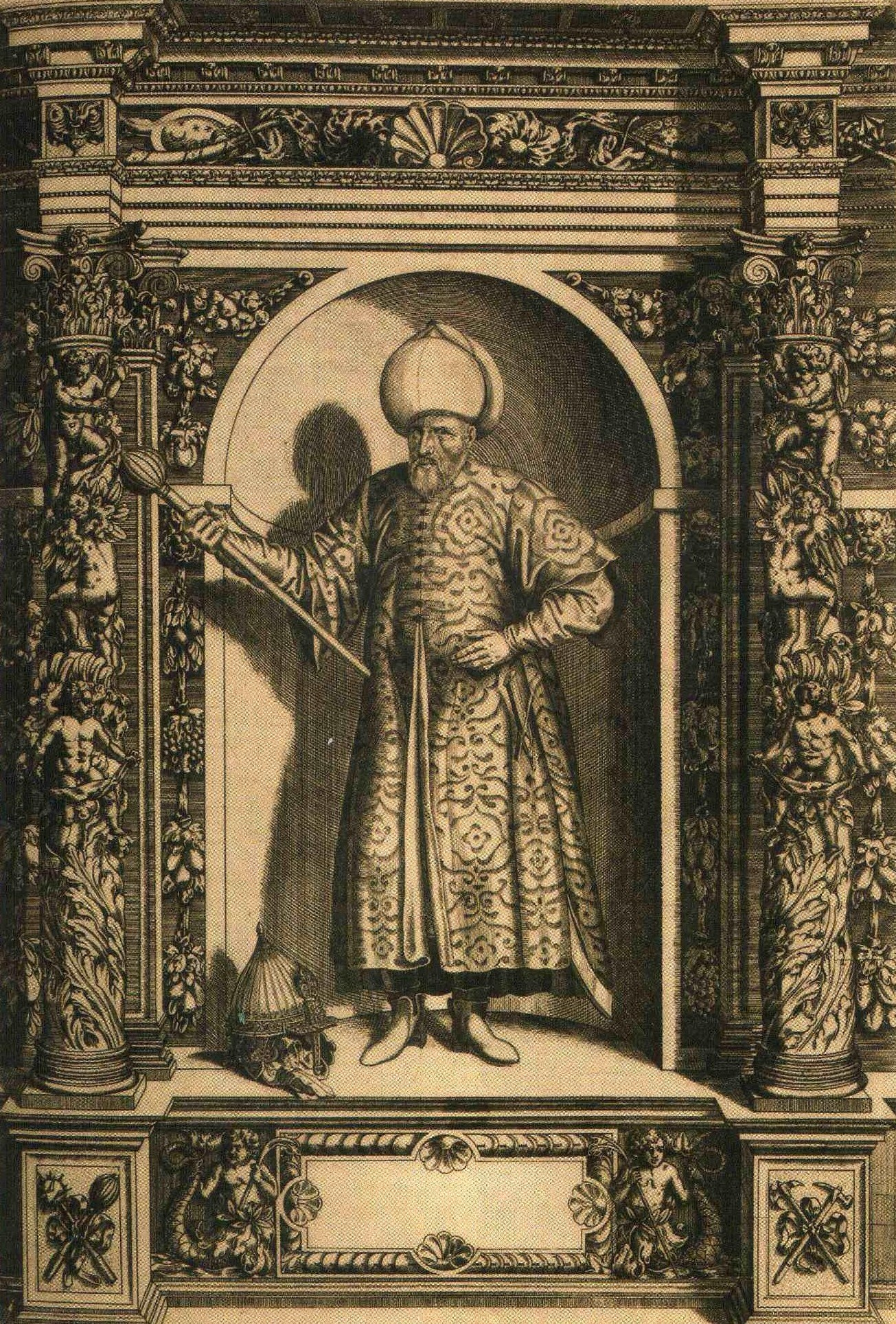

السلاف المسلمون، هم مجموعات عرقية أو مجموعات عرقية فرعية من السلاف والذين يتبعون الإسلام كدين لهم، وهم:
- البوشناق (البوسنيون).[1]
- الغوراني.[2]
- البوماك (البلغار المسلمين).[3]
- توربش (المقدونيين المسلمين).[4]